# Orden de la Corona de Tailandia
Orden de la Corona de Tailandia (en tailandés: เครื่องราชอิสริยาภรณ์อันมีเกียรติยศยิ่งมงกุฎไทย ; rtgs: Khrueang Ratcha-itsariyaphon An Mi Kiattiyot Ying Mongkut Thai) es una Orden de Tailandia. Fue establecido en 1869 por el Rey Rama V del Reino de Siam. Junto con la Orden de la Corona de Tailandia, es regularmente otorgado a cualquier funcionario del gobierno por los servicios prestados a Tailandia durante cinco años.

## Clases
La Orden consta de ocho clases:
| Cinta | Clase                                  | Nombre                                         | Postnominals | Nombre anterior            | Fecha establecida   | Orden de precedencia |
| ----- | -------------------------------------- | ---------------------------------------------- | ------------ | -------------------------- | ------------------- | -------------------- |
|       | Gran Cordón (Clase Especial)           | มหาวชิรมงกุฎ (Maha Vajira Mongkut)               | KGM          | -                          | 1918                | 9                    |
|       | Gran Cruz de Caballero (Primera Clase) | ประถมาภรณ์มงกุฎไทย (Prathamabhorn Mongkut Thai)  | GCM          | มหาสุราภรณ์ (Maha Surabhorn) | 1869                | 11                   |
|       | Caballero Comendador (Segunda Clase)   | ทวีติยาภรณ์มงกุฎไทย (Dvitiyabhorn Mongkut Thai)    | KCM          | จุลสุราภรณ์ (Chulasurabhorn)  | 1869                | 16                   |
|       | Comendador (Tercera Clase)             | ตริตาภรณ์มงกุฎไทย (Tritabhorn Mongkut Thai)       | CM           | มัณฑนาภรณ์ (Mandhanabhorn)   | 1869                | 24                   |
|       | Compañero (Cuarta Clase)               | จัตุรถาภรณ์มงกุฎไทย (Chatturathaphon Mongkut Thai) | OM           | ภูษนาภรณ์ Phusanaphon        | 1869                | 29                   |
|       | Miembro (Quinta Clase)                 | เบญจมาภรณ์มงกุฎไทย (Benchamaphon Mongkut Thai)   | MM           | วิจิตราภรณ์ (Vichitrabhorn)   | 1873                | 33                   |
|       | Medalla de oro (Sexta Clase)           | เหรียญทองมงกุฎไทย (Rian Thong Mongkut Thai)      | G.M.M        | -                          | 20 de julio de 1902 | 53                   |
|       | Medalla de plata (Séptima Clase)       | เหรียญเงินมงกุฎไทย (Rian Ngoen Mongkut Thai)      | S.M.M        | -                          | 20 de julio de 1902 | 56                   |

## Condecorados
- Michael E. Ryan
- Ian MacDougall
- Md Hashim Bin Hussein
- Min Aung Hlaing
- Kiyoshi Sumiya
- Francis B. Sayre[4]
- Tammy Duckworth[5]